# Bledule jarní
Bledule jarní (Leucojum vernum) je druh jedovaté jednoděložné rostliny z čeledi amarylkovité (Amaryllidaceae).

## Popis
Jedná se o asi 10–30 cm vysokou vytrvalou rostlinu s podzemní cibulí, která má asi 1,5–3 cm v průměru. Z jedné cibule vyráží 3–4 listy, které jsou přisedlé, čepele jsou čárkovité, asi 10–25 cm dlouhé a asi 0,5–2 cm široké, se souběžnou žilnatinou, tmavě zelené barvy. Květy jsou na převislých stopkách, vyrůstají z paždí toulce. Květ je nejčastěji jeden, vzácněji dva. Okvětních lístků je 6, jsou víceméně stejně dlouhé, volné, asi 1,5–2,5 cm dlouhé. Jsou bílé barvy, pod špičkou mají žlutou až zelenou skvrnu. Tyčinek je 6, gyneceum je srostlé ze 3 plodolistů, semeník je spodní. Plodem je třípouzdrá elipsoidní tobolka, semeno je bělavé s masíčkem, až 7 mm dlouhé. Kvete velmi časně, už v únoru až dubnu.Bledule také obsahuje prudce jedovaté látky, největší množství je obsaženo v cibuli.

## Rozšíření ve světě
Jedná se o primárně evropský druh, který má svojí domovinu ve střední Evropě s přesahy do západní, jižní a východní Evropy. Protože je to často pěstovaná zahradní rostlina, došlo ke zplanění i v jiných oblastech, např. ve Skandinávii, na Floridě a i jinde ve světě mimo svůj přirozený areál.

## Rozšíření v Česku
V České republice se přirozeně vyskytuje ve vlhkých lesích (hlavně v luzích a v suťových lesích) a na vlhkých loukách od nížin do hor. Platí to ale jen pro Čechy a západní Moravu. V karpatské části Moravy je nepůvodní, najdeme zde jen populace zplanělé ze zahrádek. Stejně tak chybí i v západních Karpatech na Slovensku a přirozený areál zase začíná až ve východních Karpatech na východním Slovensku a na Ukrajině, kde roste někdy rozlišovaný endemický poddruh Leucojum vernum subsp. carpaticum.